# ماریا گوادگوفسکا
ماریا گوادگوفسکا (انگلیسی: Maria Gładkowska؛ ‏ ۱۶ سپتامبر ۱۹۵۷) بازیگر اهل لهستان بود. وی از سال ۱۹۷۷ میلادی تاکنون مشغول فعالیت بوده‌است. وی دانش‌آموختهٔ آکادمی ملی هنرهای نمایشی الکساندر زلوروویچ در ورشو است.
از فیلم‌ها یا برنامه‌های تلویزیونی که وی در آن نقش داشته‌است، می‌توان به سرنوشت‌های لهستانی، بایگان، عالی‌مقام، تستوسترون، تلخ و شیرین، خوشنام، اجاره‌نشین‌ها، مادران، اسمولنسک، ده فرمان (قسمت اول)، آرتور شاه، شوپن: میل به عاشقی، دهن‌به‌دهن، رنگ‌های خوشبختی، پرستار کودک، عشق اول، در خوشی و سختی، پدر متیو، قانون حقیقی و کرکس اشاره کرد.